# Aloencyrtus delottoi
Aloencyrtus delottoi är en stekelart som först beskrevs av Annecke 1964.  Aloencyrtus delottoi ingår i släktet Aloencyrtus och familjen sköldlussteklar. Inga underarter finns listade i Catalogue of Life.